# Города и деревни Беларуси
«Города и деревни Беларуси» (бел. Гарады і вёскі Беларусі) — многотомная энциклопедия на белорусском языке, издание Национальной академии наук Беларуси, Института искусствоведения, этнографии и фольклора имени Кондрата Крапивы, издательства «Белорусская энциклопедия имени Петруся Бровки». Выпуск издания осуществляется по заказу и при финансовой поддержке Министерства информации Республики Беларусь.
В справочнике на основании новейших архивных и других источников отражены история и современное экономическое и культурное состояние всех административно-территориальных единиц Беларуси — 6 областей, 118 районов, а также всех населённых пунктов каждого района, в том числе некоторых из тех, которые перестали существовать, преимущественно сожжённых войсками нацистской Германии в годы Второй мировой войны и не восстановленных.
Энциклопедия выпускалась с 2004 по 2021 год. В мае 2021 года вышла завершающая книга последнего 10 тома.
Содержит много цветных и чёрно-белых снимков, рисунков, карт.

## Оценки
Бывшая заведующая одной из редакций «БелЭн» Тамара Короткая отмечает, что многотомная энциклопедия «Города и деревни Беларуси» — это продукт достаточно давний, это ещё наработки Института искусствоведения, этнографии и фольклора двадцатилетней давности.

## Тома
1. Гарады і вёскі Беларусі: энцыклапедыя. Т. 1 : Гомельская вобласць, кн. 1 / С. В. Марцэлеў; рэдкал.: Г. П. Пашкоў (гал. рэд.) [і інш.]. — Мн.: БелЭн, 2004. — 632 с.: іл. ISBN 985-11-0303-9.
2. Гарады і вёскі Беларусі: энцыклапедыя. Т. 2 : Гомельская вобласць, кн. 2 / С. В. Марцэлеў; рэдкал.: Г. П. Пашкоў (гал. рэд.) [і інш.]. — Мн.: БелЭн, 2005. — 520 с.: іл. ISBN 985-11-0330-6.
3. Гарады і вёскі Беларусі: энцыклапедыя. Т. 3 : Брэсцкая вобласць, кн. 1 / рэдкал.: Г. П. Пашкоў (гал. рэд.) [і інш.]. — Мінск: БелЭн, 2006. — 528 с.: іл. ISBN 985-11-0373-X.
4. Гарады і вёскі Беларусі: энцыклапедыя. Т. 4 : Брэсцкая вобласць, кн. 2 / рэдкал.: Г. П. Пашкоў (гал. рэд.) [і інш.]. — Мінск: БелЭн, 2007. — 608 с.: іл. ISBN 978-985-11-0388-7.
5. Гарады і вёскі Беларусі: энцыклапедыя. Т. 5 : Магілёўская вобласць, кн. 1 / рэдкал.: Г. П. Пашкоў (дырэктар) [і інш.]. — Мінск: БелЭн, 2008. — 728 с. іл. ISBN 978-985-11-0409-9.
6. Гарады і вёскі Беларусі: энцыклапедыя. Т. 6 : Магілёўская вобласць, кн. 2 / рэдкал.: Т. У. Бялова (дырэктар) [і інш.]. — Мінск: БелЭн, 2009. — 592 с. іл. ISBN 978-985-11-0440-2.
7. Гарады і вёскі Беларусі: энцыклапедыя. Т. 7 : Магілёўская вобласць, кн. 3 / рэдкал.: Т. У. Бялова (дырэктар) [і інш.]. — Мінск: БелЭн, 2009. — 544 с. іл. ISBN 978-985-11-0452-5.
8. Гарады і вёскі Беларусі: энцыклапедыя. Т. 8 : Мінская вобласць, кн. 1 / рэдкал.: Т. У. Бялова (дырэктар) [і інш.]. — Мінск: БелЭн, 2010. — 736 с.: іл. ISBN 978-985-11-0520-1.
9. Гарады і вёскі Беларусі: энцыклапедыя. Т. 8 : Мінская вобласць, кн. 2 / рэдкал.: Т. У. Бялова (дырэктар) [і інш.]. — Мінск: БелЭн, 2011. — 464 с.: іл. ISBN 978-985-11-0554-6.
10. Гарады і вёскі Беларусі: энцыклапедыя. Т. 8 : Мінская вобласць, кн. 3 / рэдкал.: Т. У. Бялова (дырэктар) [і інш.]. — Мінск: БелЭн, 2012. — 624 с.: іл. ISBN 978-985-11-0636-9.
11. Гарады і вёскі Беларусі: энцыклапедыя. Т. 8 : Мінская вобласць, кн. 4 / рэдкал.: Т. У. Бялова (дырэктар) [і інш.]. — Мінск: БелЭн, 2013. — 528 с.: іл. ISBN 978-985-11-0735-9.
12. Гарады і вёскі Беларусі: энцыклапедыя. Т. 8 : Мінская вобласць, кн. 5 / рэдкал.: У. Ю. Аляксандраў (дырэктар) [і інш.]. — Мінск: БелЭн, 2014. — 360 с.: іл. ISBN 978-985-11-0757-1.
13. Гарады і вёскі Беларусі: энцыклапедыя. Т. 9 : Гродзенская вобласць, кн. 1 / рэдкал.: У. У. Андрыевіч (гал. рэд.) [і інш.]. — Мінск: БелЭн, 2015. — 656 с.: іл. ISBN 978-985-11-0839-4.
14. Гарады і вёскі Беларусі: энцыклапедыя. Т. 9 : Гродзенская вобласць, кн. 2 / рэдкал.: У. У. Андрыевіч (гал. рэд.) [і інш.]. — Мінск: БелЭн, 2016. — 848 с.: іл. ISBN 978-985-11-0908-7.
15. Гарады і вёскі Беларусі: энцыклапедыя. Т. 9 : Гродзенская вобласць, кн. 3 / рэдкал.: У. У. Андрыевіч (гал. рэд.) [і інш.]. — Мінск: БелЭн, 2017. — 792 с.: іл. ISBN 978-985-11-0958-2.
16. Гарады і вёскі Беларусі: энцыклапедыя. Т. 10 : Віцебская вобласць, кн. 1 / рэдкал.: У. У. Андрыевіч (гал. рэд.) [і інш.]. — Мінск: БелЭн, 2018. — 696 с.: іл. ISBN 978-985-11-1062-5.
17. Гарады і вёскі Беларусі: энцыклапедыя. Т. 10 : Віцебская вобласць, кн. 2 / рэдкал.: У. У. Андрыевіч (гал. рэд.) [і інш.]. — Мінск: БелЭн, 2019. — 728 с.: іл. ISBN 978-985-11-1126-4.
18. Гарады і вёскі Беларусі: энцыклапедыя. Т. 10 : Віцебская вобласць, кн. 3 / рэдкал.: У. У. Андрыевіч (гал. рэд.) [і інш.]. — Мінск: БелЭн, 2019. — 592 с.: іл. ISBN 978-985-11-1156-1.
19. Гарады і вёскі Беларусі: энцыклапедыя. Т. 10 : Віцебская вобласць, кн. 4 / рэдкал.: В. У. Ваніна (гал. рэд.) [і інш.]. — Мінск: БелЭн, 2020. — 776 с.: іл. ISBN 978-985-11-1252-0.
20. Гарады і вёскі Беларусі: энцыклапедыя. Т. 10 : Віцебская вобласць, кн. 5 / рэдкал.: В. У. Ваніна (гал. рэд.) [і інш.]. — Мінск: БелЭн, 2021. — 760 с.: іл. ISBN 978-985-11-1278-0.